# HD21706
HD21706 — хімічно пекулярна зоря спектрального класу A5, що має видиму зоряну величину в смузі V приблизно  8,4.
Вона  розташована на відстані близько 827,8 світлових років від Сонця.